# ヴェロドローム・ド・ヴァンセンヌ

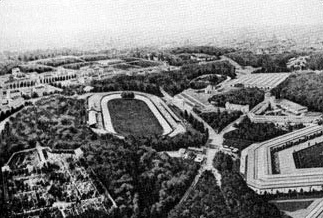
ヴェロドローム・ド・ヴァンセンヌ
（現 ヴェロドローム＝ジャック・アンクティル）

ヴェロドローム・ド・ヴァンセンヌ（Vélodrome de Vincennes）は、フランス、パリ近郊のヴァンセンヌにある、自転車競技場として設営されたスポーツ施設。

## 略歴

Vélodrome Jacques-Anquetil

1884年に開場。1900年に開催された、パリオリンピックの開会式が行われた。2度開催されたパリオリンピックにおける、自転車競技のトラックレースの会場として使用された他、1924年のパリオリンピックでは、サッカーの会場としても使用された。
また1968年から1974年まで、ツール・ド・フランスの最終ゴール地点の競技場としても使用され、さらに、ラグビーやクリケットの競技場としても使用された実績もあるという、多目的スタジアムである。
1987年より、同年に他界した名自転車選手であるジャック・アンクティルの名を頂き、ヴェロドローム＝ジャック・アンクティル（ジャック・アンクティル自転車競技場。Vélodrome Jacques-Anquetil）という名称となり、現在の公式的名称ともなっている。
座標: 北緯48度49分35秒 東経2度24分42秒 / 北緯48.82639度 東経2.41167度